# Рогате жабе
Рогате жабе (лат. Ceratophrys) су род жаба које су добиле назив због израслина на горњем капку ока. На енглеском говорном подручју их називају и пекмен жабама због великих уста и абдомена.

## Карактеристике
Познате су по својој агресивности; не само да нападају друге жабе, већ могу и да уједу уколико су узнемирене.

## Ареал
Настањују Јужну Америку, па се некада њиховом називу додаје и назив континента са кога потичу.